# Liste der Monuments historiques in Celles (Charente-Maritime)
Die Liste der Monuments historiques in Celles (Charente-Maritime) führt die Monuments historiques in der französischen Gemeinde Celles auf.

## Liste der Objekte
| Bezeichnung | Beschreibung          | Standort                           | Kennzeichnung | Schutzstatus | Datum | Bild |
| ----------- | --------------------- | ---------------------------------- | ------------- | ------------ | ----- | ---- |
| Glocke      | Bronze, 1626 gegossen | in der Kirche St-Christophe (Lage) | PM17000055    | Classé       | 1908  |      |